# 独修者若望教堂

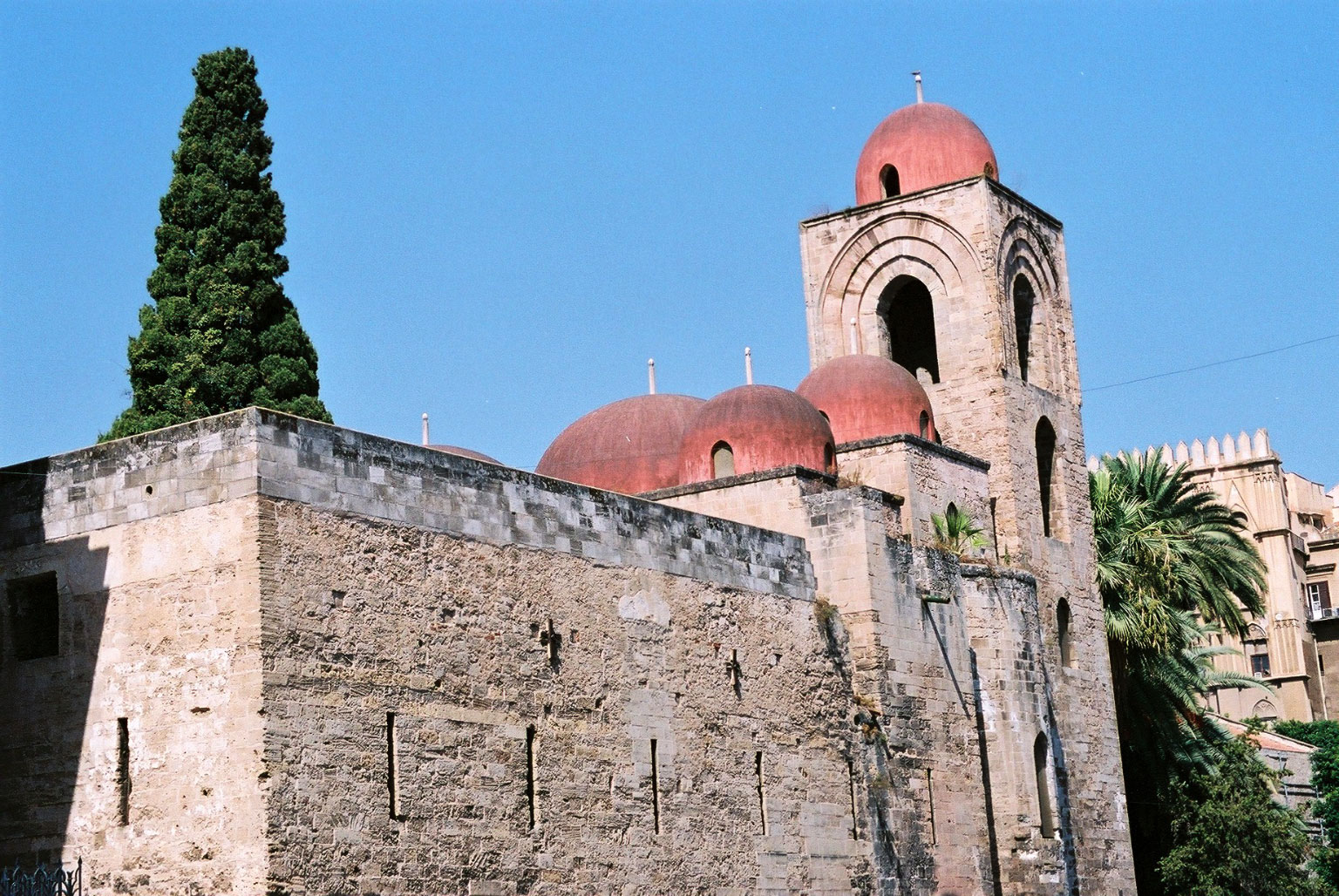
独修者若望教堂

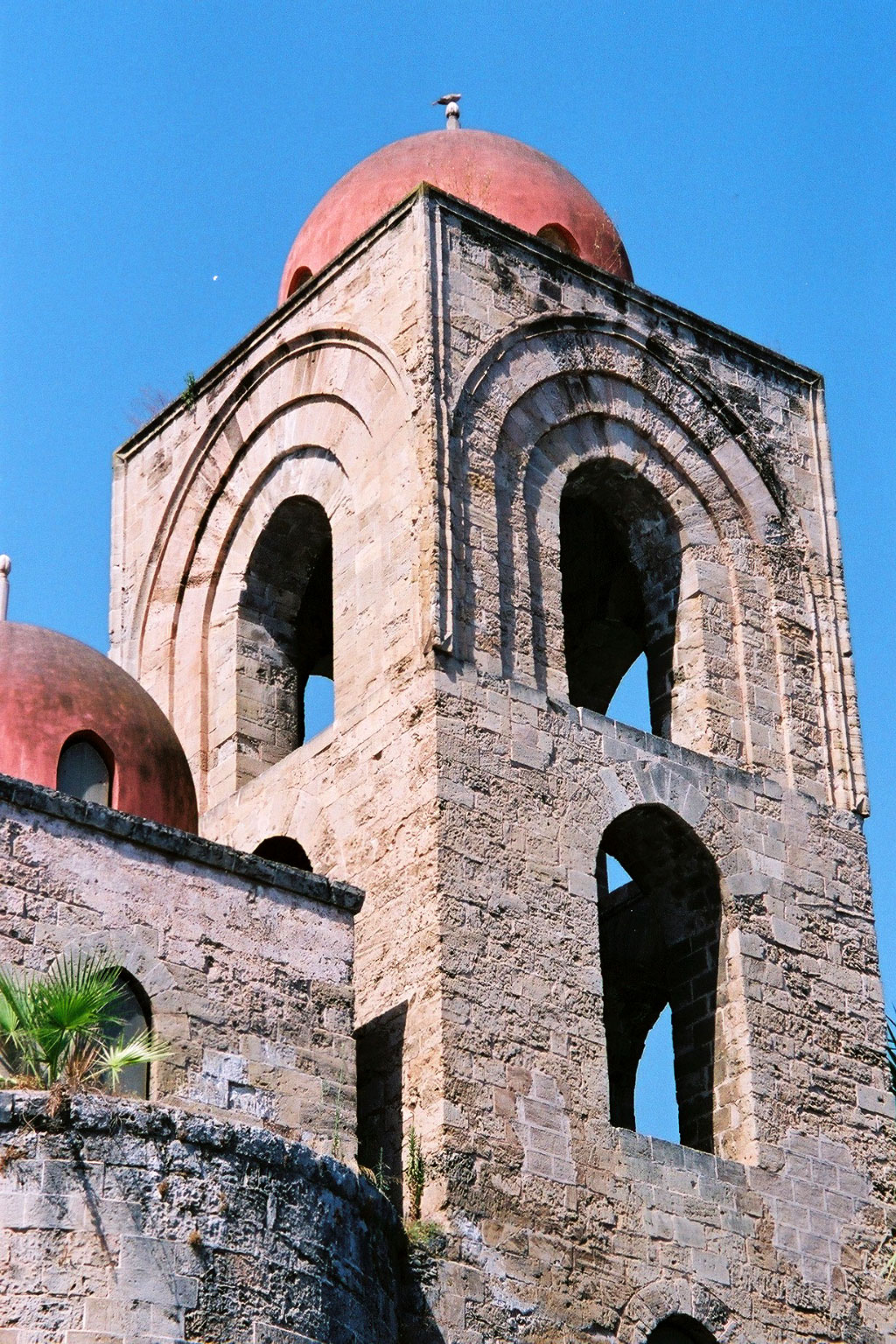
钟楼细部

独修者若望教堂（意大利语：Chiesa di San Giovanni degli Eremiti）是意大利西西里首府巴勒莫的一座教堂，靠近诺曼王宫（Palazzo dei Normanni）。

## 历史
这座教堂始建于6世纪。伊斯兰教征服西西里之后，被改为清真寺。诺曼人确立在意大利南部的统治后，在1136年左右，罗杰二世将其归还给基督徒，委托本笃会修士们管理。
在接下来的几个世纪，这座教堂经历了大幅度改建。1880年前后，又试图恢复其中世纪原貌。

## 建筑
该教堂以其辉煌的红色圆顶著称，这清楚地表明在其12世纪进行重建时，阿拉伯在西西里的显着影响：阿拉伯-诺曼文化。埃利奥特在《一个空闲女人在西西里的日记》中形容它为“总体而言是东方的...放在巴格达或大马士革也完全合适”。钟楼有四个拱形凉廊的柱子，并不是典型的哥特式建筑。
这座教堂位于广场的一侧，拉丁十字平面，有一个中央走道，两个过道，三个半圆壁龛。
38°06′35″N 13°21′17″E / 38.10972°N 13.35472°E